# مایسور (حوضه ایرتیش)
مایسور (قزاقی: Майсор) یک دریاچه در استان پاولودار کشور قزاقستان است.